# Famille Soteno

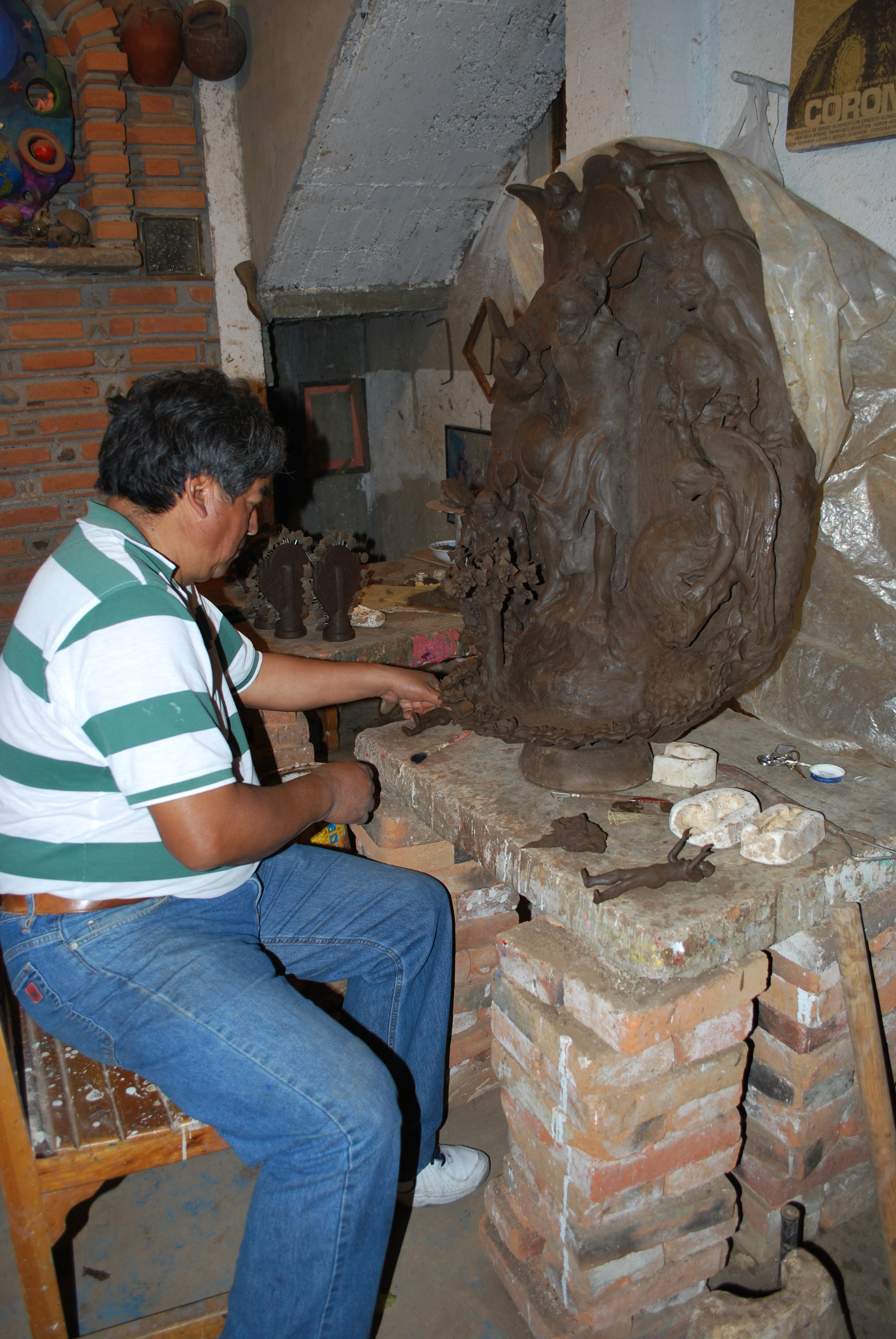
Tiburcio Soteno travaille sur une sculpture dans son atelier.

La famille Soteno de Metepec est l'une des principales familles d'artisans céramistes spécialisés dans les sculptures appelées « Arbres de Vie » qui ont fait de la ville située dans l'État de Mexico un des principaux centres céramiques du Mexique. L'arbre de vie est une sculpture colorée compliquée qui est développée à partir de la création de chandeliers. L'importance de la famille commence avec Modesta Fernández Mata, la mère, la grand-mère et l'arrière-grand-mère des potiers Soteno d'aujourd'hui, qui commence à expérimenter la fabrication d'objets plus décoratifs en plus des objets utilitaires. Les générations suivantes apprennent le métier et l'améliorent en travaillant avec les parents et les grands-parents dès l'enfance. Les deux membres les plus remarquables de la famille sont Tiburcio et Oscar, respectivement deuxième et troisième génération, qui remportent divers prix et dont les œuvres font partie de collections dans le monde entier.

## Histoire

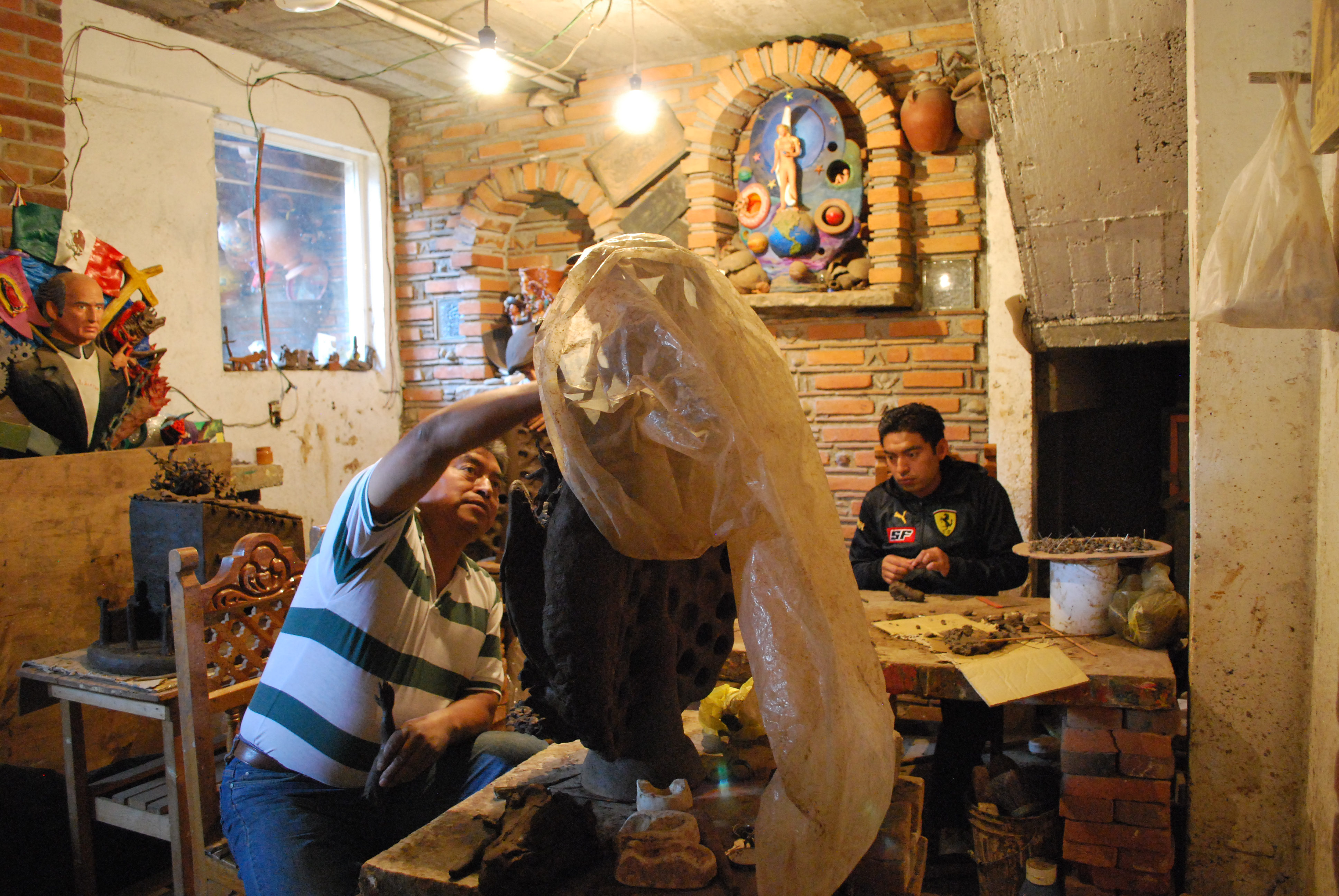
Vue de l'atelier Tiburcio Soteno à Metepec.

Les Sotenos font partie des familles d'artisans céramistes qui font de Metepec un important centre de production au Mexique. Metepec est connu pour ses décorations solaires pour les murs, les sirènes jouant de la guitare, les figurines squelettiques, les animaux de l'arche de Noé et d'autres objets, qui attirent les acheteurs de Mexico et de Toluca. La municipalité est une banlieue industrielle de Toluca, mais le centre historique conserve son aspect rural avec ses toits de tuiles et ses rues pavées de pierre. La fabrication de poterie dans la vallée de Toluca remonte à au moins 1 000 ans en raison des riches dépôts d'argile. Pendant la période coloniale, Metepec devient un centre de céramique, mélangeant les traditions européennes et indigènes, se spécialisant principalement dans la vaisselle noire et verte, les jouets, les figurines religieuses et les bougeoirs. Diego Rivera est crédité d'avoir introduit de nouveaux schémas de couleurs dans une famille de potiers dans les années 1940 avec d'autres ateliers qui ont suivi. À peu près à la même époque, les potiers de Metepec transforment les chandeliers en sculptures d'arbres qui deviennent les exportations les plus connues de la ville. Les arbres d'origine sont relativement simples avec des motifs limités, principalement le jardin d'Éden. Avec le temps, ils deviennent plus élaborés, plus colorés et plus grands.
La famille Soteno descend de Darío Soteno León et Modesta Fernández Mata. Tous deux sont potiers et fabriquent des objets utilitaires, mais dans les années 1930, Modesta commence à expérimenter avec des objets plus décoratifs, en commençant par des sifflets aux formes animales, en tant que l'un des potiers pionniers de Metepec,. Elle a un concours prestigieux qui porte son nom, le concours national de céramique et de poterie Modesta Fernandez, qui attire des artisans de tout le Mexique. Le couple a dix enfants Mónico, Carmen, Estela, Alfonso, Víctor, Tiburcio, Pedro, Teresa, Manuel et Agustina, qui travaillent tous dans la poterie,. Comme beaucoup d'autres ateliers de la ville, les Sotenos travaillent dans des entreprises multigénérationnelles avec quatre générations dans la vocation,.
Chaque artisan de la famille a son propre style et ses préférences dans la mise en forme des articles et des peintures utilisées. Les artistes Soteno sont acclamés tant au pays qu'à l'étranger, car leurs sculptures font partie des collections de musées au Mexique, aux États-Unis, au Canada, en Europe et en Afrique du Sud. Leurs œuvres se trouvent dans des collections privées, des musées, des galeries et d'autres institutions aux États-Unis, en France, en Suède, au Japon, en Suisse, en Allemagne, en Angleterre, en Chine et au Brésil. La famille espère que la tradition continuera avec les générations futures.

## Arbres de vie
Il existe plusieurs ateliers Soteno qui sont intergénérationnels. Ces ateliers produisent un certain nombre de produits, y compris des figurines pour les crèches et d'autres articles de Noël, en particulier l'atelier de Juan Manuel Soteno, avec des pièces qui peuvent varier de cinquante à sept mille pesos, certaines mesurant jusqu'à 1,2 mètre de haut,. Un autre produit sont les squelettes et les crânes associés au Jour des Morts.
Cependant, les Sotenos sont surtout connus pour leurs sculptures de l'Arbre de vie. Le temps nécessaire à la réalisation d'un arbre dépend de sa taille et de sa complexité, allant d'une journée à deux mois de travail de quinze heures par jour. Les tailles peuvent varier de vingt centimètres à plus d'un mètre de hauteur. Les sculptures sont faites à partir des argiles rougeâtres et jaunes trouvées dans une communauté voisine appelée Ocotitlán. L'argile extraite est laissée à sécher et les mottes sont brisées, parfois en les jetant dans la rue pour que les voitures puissent passer dessus. Au besoin, l'argile en poudre est mélangée à de l'eau et à une fleur appelée « tule » pour adoucir et blanchir l'argile. Les petits détails peuvent être réalisés avec des moules, mais un certain nombre d'artisans de la famille, dont Oscar, préfèrent tout faire à la main. Les détails et les branches peuvent être attachés ou renforcés avec du fil de fer, mais Oscar et Tiburcio évitent d'en utiliser car il peut se briser avec le temps. La pièce est soigneusement séchée et cuite. Les plus gros arbres peuvent être cuits en plusieurs parties et par étapes. Puis ils sont peints avec des anilines, des pigments naturels, des acryliques et parfois de l'émail,.

## Tiburcio Soteno

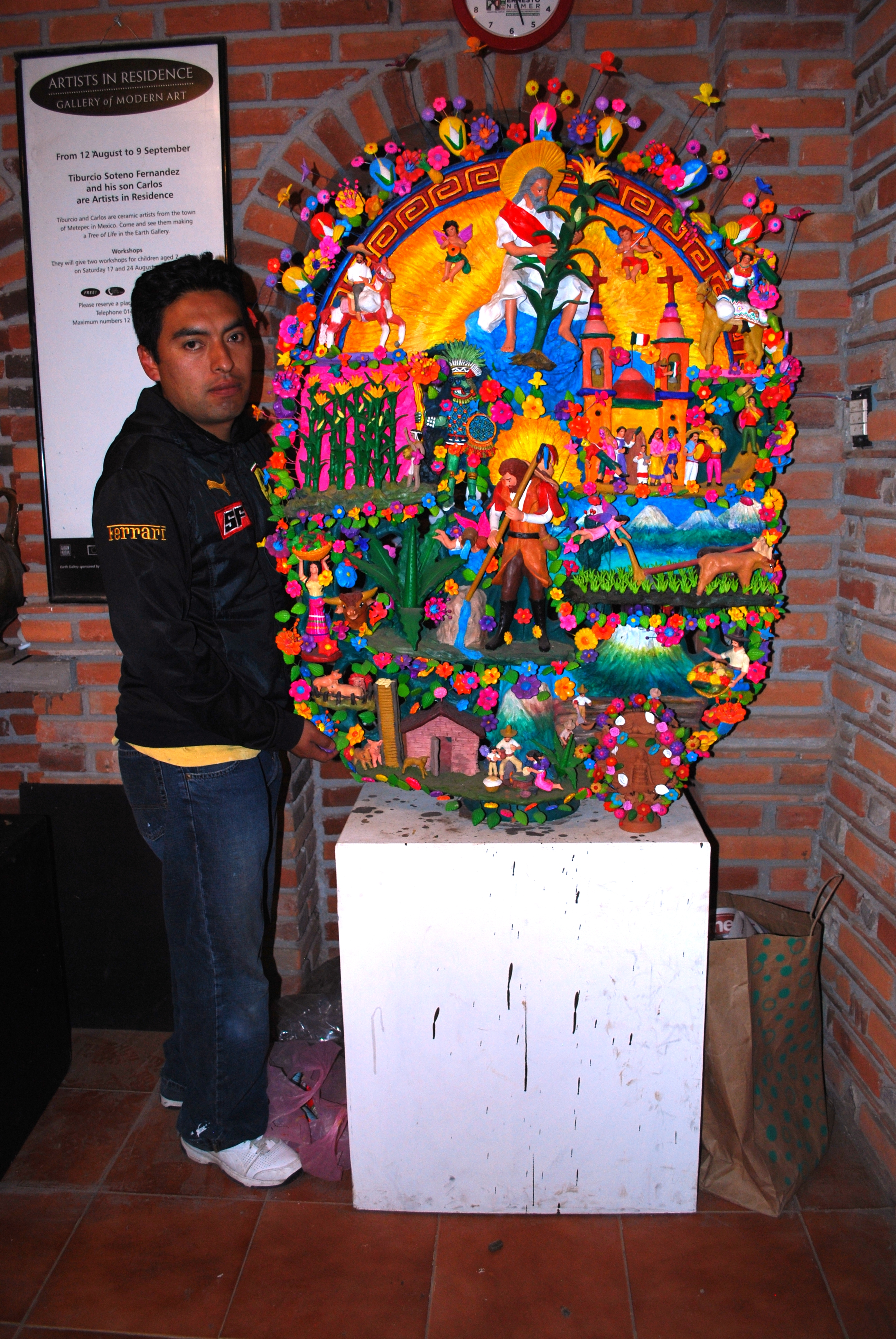
Carlos Soteno avec une de ses créations à l'atelier familial.

Aujourd'hui, le patriarche de la famille Soteno est Tiburcio Soteno Fernández. Ses parents lui apprennent à travailler l'argile pour se spécialiser dans les arbres de la vie. En tant qu'adulte avec son propre atelier, sa femme Amelia aid quand ses propres enfants, Saul, Carlos et Israël sont jeunes. Aujourd'hui, ils travaillent tous avec leur père à l'atelier de la rue Ezequiel Capistran, avec leurs épouses et les petits-enfants de Tiburcio,,. Cet atelier n'a pas de galerie mais fonctionne sur commande spéciale.
Tibercio ne gagne en moyenne que 2 000 pesos par semaine pour fabriquer des pièces d'une valeur supérieure à 8 000 pesos. Il vend des œuvres jusqu'à 5 000 dollars. Les pièces de son atelier sont d'une taille allant de sept centimètres à plus de cinq mètres de haut,. Aujourd'hui, Tiburcio essaie de remplir autant d'espaces vides que possible pour éviter l'utilisation de fil de fer qui, selon lui, rouille avec le temps et fait tomber la pièce en morceaux. Tiburcio appelle son œuvre « arbóles retablo » ou retables,. Tiburcio modélise la plupart des pièces à la main, seulement occasionnellement à l'aide de moules. Il utilise des colorants à l'aniline pour la couleur.
Tiburcio dit qu'il essaie de créer des histoires avec ses arbres. Les thèmes de ces arbres vont du religieux à l'érotique, avec des personnages célèbres comme la Vierge de Guadalupe et Frida Kahlo ainsi que des histoires de gens ordinaires qui passent des commandes spéciales. Lorsqu'il reçoit une commande spéciale, il fait des recherches sur le sujet avant de commencer à sculpter. L'une de ces commandes est basée sur le roman de Laura Esquivel, « Chocolat amer ». D'autres thèmes ont été abordés : l'Enfer de Dante, la découverte des Amériques, la vie de la poétesse Sor Juana, la guerre d'indépendance du Mexique et un arbre épique intitulé « La conquête du Mexique »,.
Il possède des œuvres dans les collections permanentes du British Museum, du Museum of Modern Art en Écosse, du Lancaster City Museum (en) et dans divers musées en France. Une exposition permanente particulière de son œuvre se trouve au Musée de l'Homme à Londres et porte sur le Jour des Morts, ainsi qu'une pièce dédiée au 500e anniversaire de la découverte de l'Amérique par Christophe Colomb. Ses œuvres font partie de nombreuses collections privées, dont celles du directeur de la photographie français François Reichenbach. Il expose au Collège San Ildefonso de Mexico. D'autres œuvres se trouvent au Canada, en Italie et en Allemagne. Pour 2010, la famille réalise un certain nombre de pièces liées au Bicentenaire de l'Indépendance du Mexique avec des personnages tels que Miguel Hidalgo y Costilla, José María Morelos y Pavón, Emiliano Zapata et Pancho Villa. Il crée l'Arbre de vie qui apparaît dans l'église de San Francisco en Équateur, dont l'histoire s'étend de l'origine du péché dans le jardin d'Éden au XXIe siècle. Tiburcio réalise également la sculpture d'arbre double face de trois mètres de haut qui se trouve sur la place à côté du monastère franciscain du XVIe siècle dans sa ville natale de Metepec.
Tiburcio, avec Carlos Soteno, voyage à l'étranger pour des expositions et des conférences, notamment au Museum of Man et au département d'ethnographie du Musée de Londres,. Il reçoit de nombreux prix et distinctions, dont La Rosa de Oro, le Maestro de Maestros (1995), Concurso Nacional de Artesanías de Metepec, Premio Fomento Cultural Banamex (1996) et le Presea Estado de México (2000),,.

## Oscar Soteno

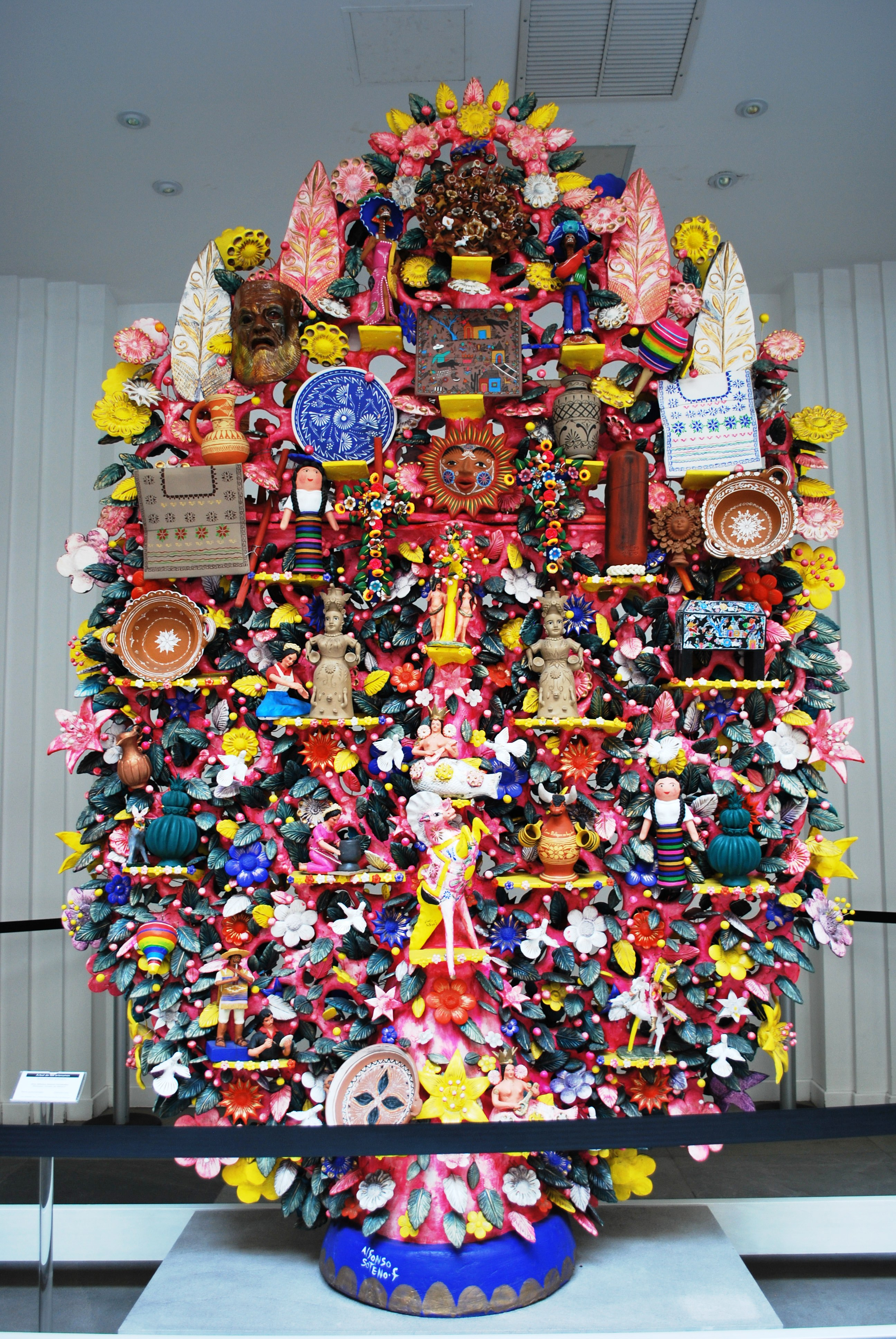
Sculpture de l'Arbre de vie par Oscar Soteno au Museo de Arte Popular à Mexico.

Oscar Soteno est le neveu de Tiburcio, le fils d'Alfonso Soteno. Comme la génération précédente, il apprend à travailler l'argile dès son enfance, se spécialisant dans les arbres de la vie à l'âge adulte en 1988. Aujourd'hui, il tient sa propre boutique avec sa femme Maria et trois autres membres de sa famille. La plupart des œuvres de ce magasin mesurent un mètre de haut sur 85 centimètres de large, bien que des œuvres plus grandes et plus petites soient également produites. L'atelier familial Oscar Soteno Elías se trouve juste à l'extérieur de Metepec sur l'autoroute qui mène à Ixtapan de la Sal. Il est dominé par une grande cour qui est à son tour dominée par deux grands fours à briques et à adobe où les pièces sont cuites. Juste à côté de la cour se trouve la petite galerie où les pièces sont exposées et vendues. Oscar Soteno expérimente également la vente de ses œuvres en ligne, en particulier le travail sur le thème du Jour des morts pour Halloween aux États-Unis, avec des ventes en hausse.
Oscar a son propre créneau. Il fait les arbres traditionnels de la vie avec le thème traditionnel d'Adam et Ève et le jardin d'Éden, mais il fait aussi des arbres avec d'autres thèmes tels que la vie du Christ, l'histoire d'amour d'un couple, et des arbres couverts de papillons monarques. De temps en temps, il crée des arbres à visages multiples, généralement trois, qui couvrent des thèmes divers. Par exemple, un arbre peut avoir une scène représentant la naissance du Christ, la Cène et la Crucifixion. Un autre exemple est la parade nuptiale, le mariage et la mort d'un couple. Pour décorer les arbres, on utilise généralement des pinceaux fins et des peintures à base de pigments naturels. La dernière pièce reçoit une couche de vernis à base de colle. Une attention particulière est portée aux détails.
Oscar crée un arbre en l'honneur de sa grand-mère, Modesta, décédée en 1987. Cette sculpture primée met en scène une figure de Modesta, assise sur une chaise et peignant une petite sirène. Le reste de l'arbre a des représentations à petite échelle de l'artisanat mexicain typique, y compris un arbre de vie miniature. Il s'agit de représenter ce qu'elle a commencé à fabriquer, qui au début étaient des sifflets et des tirelires. Jean-Paul II lui commande également des sculptures.
Oscar expose beaucoup dans des musées nationaux et internationaux. Ses œuvres se distinguent par la qualité de la finition et leur variété de couleurs riches. Il remporte de nombreux prix et distinctions lors d'expositions, de concours et de foires artistiques, dont le Galardón Nacional de Jalisco en 1995 et le Premio Fomento Cultural Banamex en 1996. Il est sélectionné par le Fomento Cultural Banamex pour participer au programme de promotion de l'artisanat et de l'art populaire mexicains comme l'un des 150 grands maîtres de l'art populaire mexicain,.

## Autres membres de la famille
Mónico Soteno Fernández est le frère aîné de la famille. Il apprend la poterie de ses grands-parents maternels ainsi que de sa mère, dès l'âge de sept ans. Il est considéré comme l'un des fondateurs de la tradition de l'Arbre de vie de Metepec. Il remporte plusieurs prix, dont le Premio Pantaleón Panduro de l'État de Jalisco, le XVe Premio Nacional de Cerámica et les première et deuxième places au Segundo Concurso Nacional de Objetos Navideños Tradicionales. Il expose ses œuvres à la Galerie du Fondateur de l'université de Californie à San Diego, au Conjunto Ollin Yoliztli, à la Galerie Toltecayotl et à la Galerie Flora à Torreón, dans l'état de Coahuila.
Carlos Moisés Soteno est le fils de Tiburcio et voyage avec son père pour des expositions et des conférences. Ses œuvres font partie des collections de musées en Europe et au Canada,.
Le gouvernement cubain honore José Alfonso Soteno Fernández en lui décernant la médaille Haydee Santamaría. Elle est décernée pour une sculpture de l'Arbre de vie offerte à Cuba en 1975 par le président mexicain de l'époque, Luis Echeverría Álvarez. Cette sculpture de sept mètres de haut contient 663 figurines dont des sirènes, des soleils et des lunes qui sont devenus l'un des symboles de la Casa de las Américas à La Havane.